# Libertinia
Libertinia è l'unica frazione del comune di Ramacca nella città metropolitana di Catania.

## Storia
Borgo fondato in epoca fascista per la colonizzazione del latifondo siciliano, fu voluto dal barone Gesualdo Libertini, da cui ne derivò il nome. La costruzione delle prime case coloniche iniziò nel 1922 accanto ad una preesistente masseria, si avvalse poi di una legge sulla bonifica del 1924 e nel 1928 continuò fino all'edificazione del villaggio con depositi, ulteriori case coloniche, la chiesa e la piazza.
La chiesa parrocchiale è dedicata a Santa Maria della Provvidenza.
Nel borgo esiste una Stazione Sperimentale di Granicoltura.

## Infrastrutture e trasporti
Sulla linea ferroviaria Palermo-Catania, adiacente alla Strada statale 192, è presente la stazione ferroviaria di Libertinia di RFI, nella quale fino alla metà degli anni Settanta fermavano i treni locali; è impresenziata e gestita in telecomando.